# Cratoneuropsis subrelaxa
Cratoneuropsis subrelaxa là một loài Rêu trong họ Amblystegiaceae. Loài này được (Broth.) Broth. mô tả khoa học đầu tiên năm 1925.